# دارين سميث (لاعب دوري الرغبي)
دارين سميث (بالإنجليزية: Darren Smith)‏ هو لاعب دوري الرغبي أسترالي، ولد في 8 ديسمبر 1968 في بريزبان في أستراليا.

## روابط خارجية
- دارين سميث على موقع ItsRugby.co.uk (الإنجليزية)